# Medalla del Cercle d'Escriptors Cinematogràfics al millor actor secundari
La Medalla del Cercle d'Escriptors Cinematogràfics al millor actor secundari és un guardó cinematogràfic espanyol que ve concedint des de 1946 el Cercle d'Escriptors Cinematogràfics (CEC) al qual considera millor actor de l'any per un o diversos papers secundaris en pel·lícules espanyoles. El primer premi va ser lliurat el 7 de juliol de 1946 al Cine Gran Vía de Madrid. El trofeu és una senzilla medalla de bronze dissenyada per José González de Ubieta que no va acompanyada de dotació econòmica. És un dels premis del seu tipus més antics d'Espanya, si bé va desaparèixer durant alguns anys del repertori de medalles del CEC i va reaparèixer en l'edició de 1999.
El seu nom ha canviat amb el temps, encara que es tracta del mateix premi. Durant uns anys es va denominar Medalla al millor actor de repartiment, per a tornar després a la seva primitiva denominació. L'han guanyat tradicionals secundaris del cinema espanyol, com Félix Dafauce, Rafael Alonso o Manuel Alexandre. Alguns d'ells es van iniciar en aquesta mena de papers i després van adquirir gran protagonisme, com Fernando Rey, Luis Tosar o Antonio de la Torre. I també el van guanyar intèrprets estel·lars que ocasionalment van realitzar destacats papers de repartiment, com Fernando Fernán Gómez, Héctor Alterio o Eduard Fernández. Els actors més guardonats han estat Jesús Tordesillas, Juan Calvo, José Luis López Vázquez, Antonio Ferrandis, Carlos Larrañaga i Karra Elejalde, amb dues medalles cadascun.
A continuació s'ofereixen diverses taules que contenen un llistat dels artistes guanyadors. En la casella de l'esquerra s'indica l'any en què va ser concedit el premi, que sol ser el següent a aquell en el qual es van estrenar els films. Després s'indica el nom de l'actor guardonat. Va haver-hi cinc anys en què el CEC no va concedir premis, i així s'indica en aquesta casella. Es tracta de 1986 a 1990, quan va semblar que l'esdeveniment anava a desaparèixer definitivament. En altres ocasions no es va concedir premi en aquesta concreta categoria. En 1981, el premi va ser declarat desert. En la tercera casella s'informa del títol de la pel·lícula o pel·lícules interpretades pel guanyador. Finalment, i quan es disposa de la informació, s'indiquen en la quarta casella els noms dels altres nominats al premi o finalistes.

## Anys 1940
| Any  | Guanyador          | Treball                                                                                       | Notes |
| ---- | ------------------ | --------------------------------------------------------------------------------------------- | ----- |
| 1946 | José María Lado    | Tierra sedienta Bambú Su última noche                                                         | [ 1 ] |
| 1947 | Fernando Rey       | La pródiga                                                                                    | [ 2 ] |
| 1948 | Jesús Tordesillas  | Las inquietudes de Shanti Andía Serenata española La nao capitana La Lola se va a los puertos | [ 3 ] |
| 1949 | Luis Pérez de León | Las aguas bajan negras                                                                        | [ 4 ] |

## Anys 1950

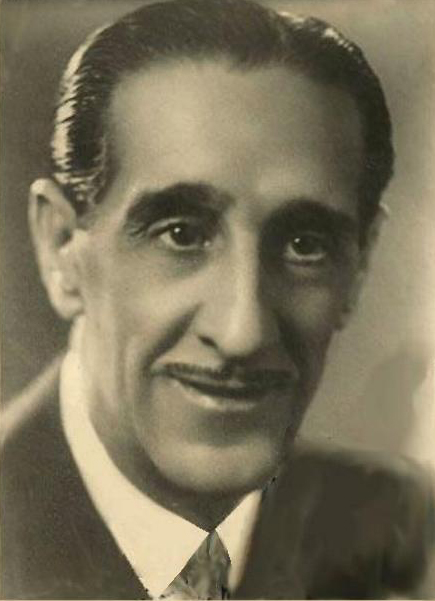
Antonio Riquelme, guanador per Jeromín.

| 'Any | Guanyadora             | Treball                   | Notes  |
| ---- | ---------------------- | ------------------------- | ------ |
| 1950 | Rafael Romero Marchent | La mies es mucha          | [ 5 ]  |
| 1951 | Nicolás Perchicot      | Cuentos de la Alhambra    | [ 6 ]  |
| 1952 | Félix Dafauce          | Surcos                    | [ 7 ]  |
| 1953 | Félix Fernández        | Labor de conjunt          | [ 8 ]  |
| 1954 | Antonio Riquelme       | Jeromín                   | [ 9 ]  |
| 1955 | José Guardiola         | Sierra maldita            | [ 10 ] |
| 1956 | Juan Calvo             | Marcelino, pan y vino     | [ 11 ] |
| 1957 | Juan Calvo             | Calabuch                  | [ 12 ] |
| 1958 | Jesús Tordesillas      | La guerra empieza en Cuba | [ 13 ] |
| 1959 | Francisco Piquer       | Rapsodia de sangre        | [ 14 ] |

## Anys 1960

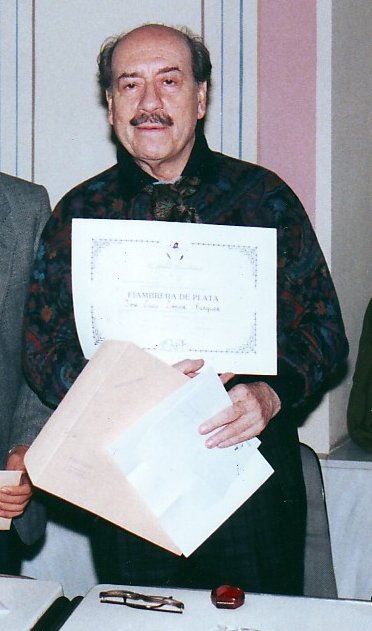
José Luis López Vázquez va guanyar dues medalles consecutives.

| Any  | Guanyador               | Treball                  | Notes  |
| ---- | ----------------------- | ------------------------ | ------ |
| 1960 | Rafael Alonso           | El baile                 | [ 15 ] |
| 1961 | José Luis López Vázquez | 091, policía al habla    | [ 16 ] |
| 1962 | José Luis López Vázquez | Conjunt de la seva tasca | [ 17 ] |
| 1963 | No es va concedir       |                          | [ 18 ] |
| 1964 | No es va concedir       |                          | [ 19 ] |
| 1965 | José María Prada        | La tía Tula              | [ 20 ] |
| 1966 | No es va concedir       |                          | [ 21 ] |
| 1967 | No es va concedir       |                          | [ 22 ] |
| 1968 | No es va concedir       |                          | [ 23 ] |
| 1969 | No es va concedir       |                          | [ 24 ] |

## Anys 1970

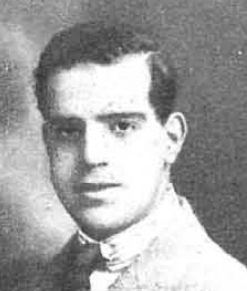
Francisco Pierrá, guanyador per El jardín de las delicias.

| Any  | Guanyador         | Treball                                         | Notes  |
| ---- | ----------------- | ----------------------------------------------- | ------ |
| 1970 | No es va concedir |                                                 | [ 25 ] |
| 1971 | Francisco Pierrá  | El jardín de las delicias                       | [ 26 ] |
| 1972 | Antonio Ferrandis | Labor de conjunt                                | [ 27 ] |
| 1973 | Fernando Sancho   | La guerrilla                                    | [ 28 ] |
| 1974 | Antonio Gamero    | El love feroz o Cuando los hijos juegan al amor | [ 29 ] |
| 1975 | Antonio Ferrandis | Los nuevos españoles El amor del capitán Brando | [ 30 ] |
| 1976 | José Luis Coll    | La adúltera                                     | [ 31 ] |
| 1977 | Alberto Fernández | Retrato de familia                              | [ 32 ] |
| 1978 | Xabier Elorriaga  | A un dios desconocido                           | [ 33 ] |
| 1979 | Manuel Alexandre  | Tamaño natural                                  | [ 34 ] |

## Anys 1980

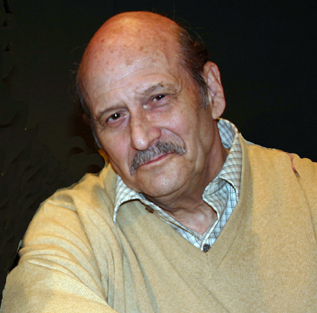
Agustín González també va guanyar la Medalla.

| Any  | Guanyador            | Treball                        | Notes  |
| ---- | -------------------- | ------------------------------ | ------ |
| 1980 | Carlos Larrañaga     | Las verdes praderas            | [ 35 ] |
| 1981 | Desert               |                                | [ 36 ] |
| 1982 | Agustín González     | El poderoso influjo de la luna | [ 37 ] |
| 1983 | Luis Barbero         | La colmena                     | [ 38 ] |
| 1984 | José Bódalo          | Las autonosuyas                | [ 39 ] |
| 1985 | No es va concedir    |                                | [ 40 ] |
| 1986 | No hi hagué certamen |                                | [ 41 ] |
| 1987 | No hi hagué certamen |                                | [ 42 ] |
| 1988 | No hi hagué certamen |                                | [ 43 ] |
| 1989 | No hi hagué certamen |                                | [ 44 ] |

## Anys 1990
Encara que el certamen es va reprendre en 1991, el premi al millor actor secundari no va ser present durant la resta de la dècada.

## Anys 2000

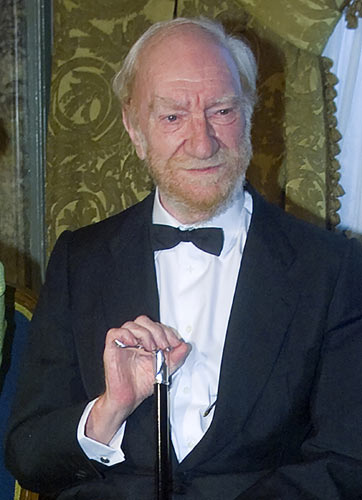
Després de guanyar cinc medalles com a actor principal, Fernán Gómez va guanyar com a secundari.

| Any  | Guanyador             | Treball             | Finalistes                                                  | Notes         |
| ---- | --------------------- | ------------------- | ----------------------------------------------------------- | ------------- |
| 2000 | Carlos Álvarez-Nóvoa  | Solas               |                                                             | [ 45 ]        |
| 2001 | Emilio Gutiérrez Caba | La comunidad        |                                                             | [ 46 ]        |
| 2002 | Héctor Alterio        | El hijo de la novia |                                                             | [ 47 ]        |
| 2003 | Luis Tosar            | Los lunes al sol    |                                                             | [ 48 ]        |
| 2004 | Pepe Soriano          | La suerte dormida   | Juan Sanz Fernando Tejero Jordi Vilches                     | [ 49 ] [ 50 ] |
| 2005 | Juan Diego            | El séptimo día      | Pepo Oliva José Ángel Egido Celso Bugallo                   | [ 51 ]        |
| 2006 | Carmelo Gómez         | El método           | Ernesto Alterio Javier Cámara Fernando Guillén              | [ 52 ]        |
| 2007 | Fernando Fernán Gómez | Mia Sarah           | Javier Cámara Celso Bugallo Eduard Fernández                | [ 53 ]        |
| 2008 | Carlos Larrañaga      | Luz de domingo      | Julián Villagrán Manuel Galiana Raúl Arévalo Jesús Castejón | [ 54 ]        |
| 2009 | Antonio de la Torre   | Una palabra tuya    | Luis Tosar José María Yazpik Miguel Rellán                  | [ 55 ]        |

## Anys 2010

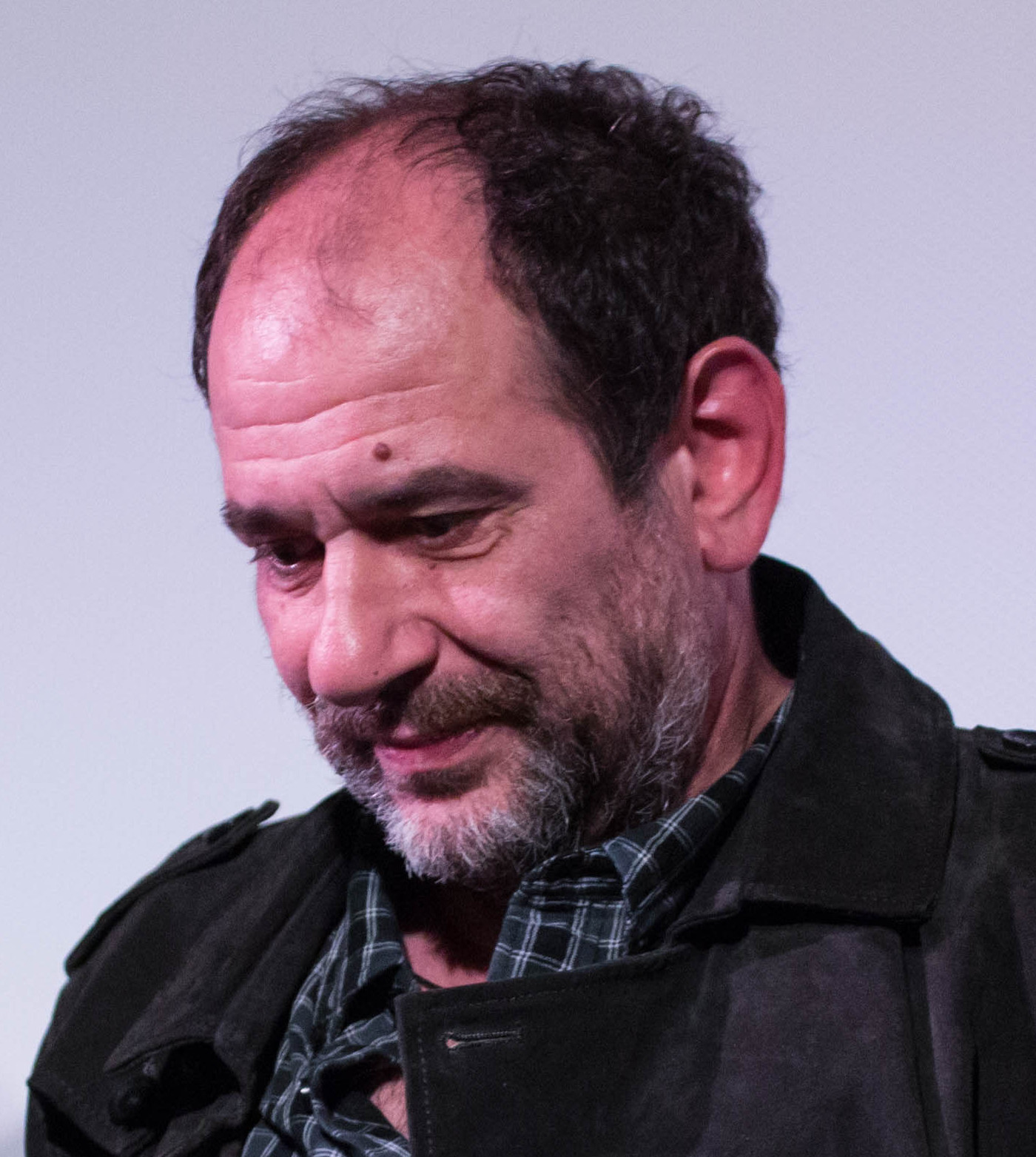
Karra Elejalde va guanyar dues medalles aquest decenni.

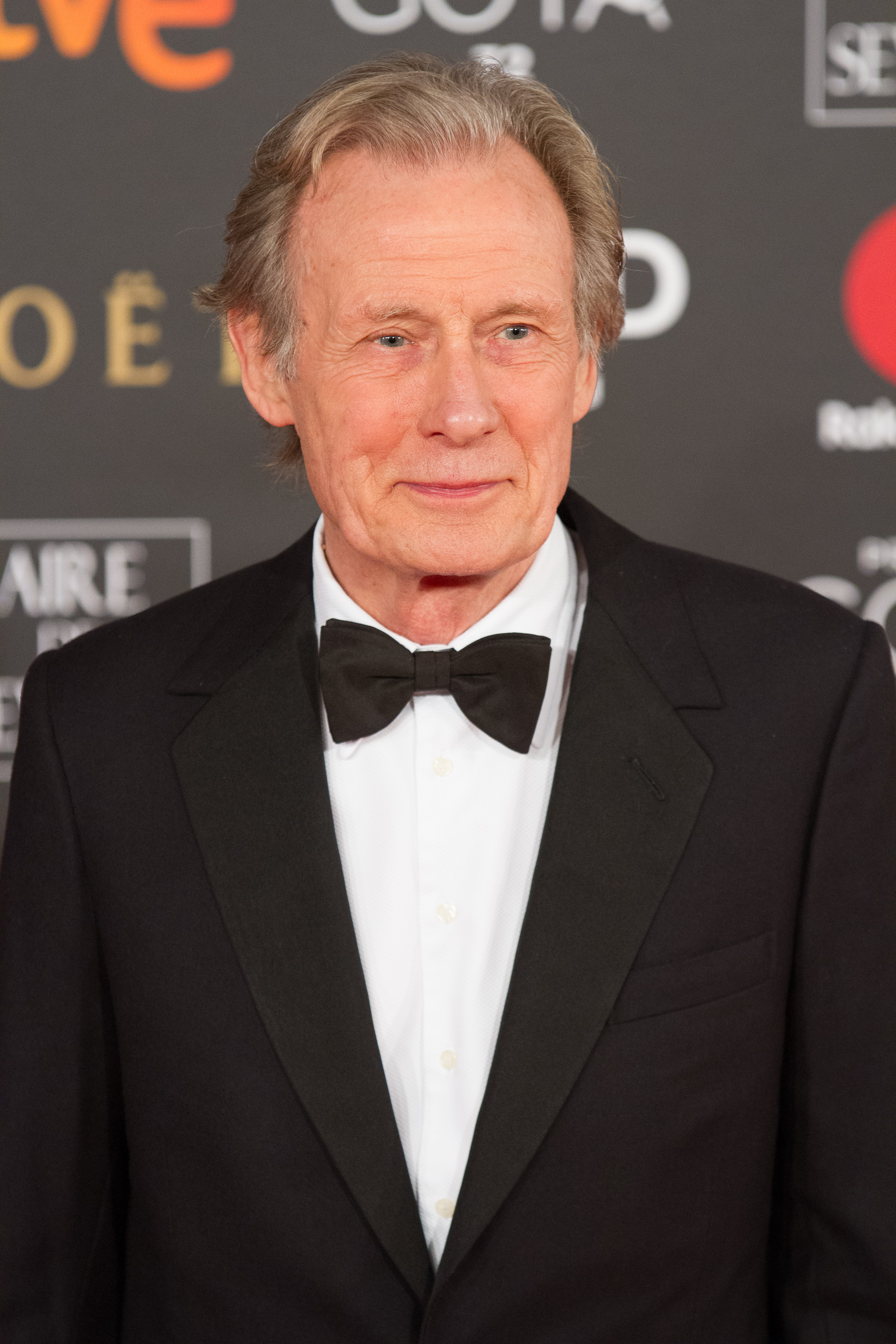
El britànico Bill Nighy va triomfar amb La llibreria.

| Any  | Guanyador           | Treball                | Finalistes                                                  | Notes         |
| ---- | ------------------- | ---------------------- | ----------------------------------------------------------- | ------------- |
| 2010 | Guillermo Francella | El secreto de sus ojos | Antonio Resines Carlos Bardem Eduard Fernández              | [ 56 ]        |
| 2011 | Karra Elejalde      | También la lluvia      | Celso Bugallo Sancho Gracia José Luis Gómez Àlex Brendemühl | [ 57 ]        |
| 2012 | Lluís Homar         | EVA                    | Juanjo Artero Julián López Raúl Arévalo                     | [ 58 ]        |
| 2013 | Julián Villagrán    | Grupo 7                | Josep Maria Pou Antonio de la Torre Javier Cámara           | [ 59 ] [ 60 ] |
| 2014 | Carlos Bardem       | Alacrán enamorado      | Sergi López Juan Diego Botto Roberto Álamo                  | [ 61 ] [ 62 ] |
| 2015 | Karra Elejalde      | Ocho apellidos vascos  | José Sacristán Jesús Carroza Antonio de la Torre            | [ 63 ] [ 64 ] |
| 2016 | Javier Cámara       | Truman                 | Manolo Solo Mario Casas Quim Gutiérrez Luis Tosar           | [ 65 ] [ 66 ] |
| 2017 | Manolo Solo         | Tarde para la ira      | Javier Gutiérrez José Coronado Javier Pereira               | [ 67 ] [ 68 ] |
| 2018 | Bill Nighy          | La llibreria           | David Verdaguer Antonio de la Torre José Mota               | [ 69 ] [ 70 ] |
| 2019 | Luis Zahera         | El reino               | Eduard Fernández Antonio de la Torre Juan Margallo          | [ 71 ] [ 72 ] |

## Anys 2020
| Any  | Guanyador        | Treball                 | Finalistes                                      | Notes         |
| ---- | ---------------- | ----------------------- | ----------------------------------------------- | ------------- |
| 2020 | Eduard Fernández | Mientras dure la guerra | Miguel Ángel Muñoz Asier Etxeandia Luis Callejo | [ 73 ] [ 74 ] |
| 2021 | Ramón Barea      | La boda de Rosa         | Sergi López Pedro Casablanc Àlex Brendemühl     | [ 75 ] [ 76 ] |
| 2022 | Urko Olazabal    | Maixabel                | Celso Bugallo Chechu Salgado Manolo Solo        | [ 77 ] [ 78 ] |
| 2023 | Luis Zahera      | As bestas               | Ramón Barea Diego Anido Manolo Solo             | [ 79 ] [ 80 ] |